# Тошев, Усмон Кудратович
Усмон Кудра́тович Тошев (узб. Usmon Qudratovich Toshev / Усмон Қудратович Тошев; род. 23 сентября 1965, Бухара) — советский и узбекский футболист, игравший на позициях защитника и полузащитника. Выступал за национальную сборную Узбекистана. Футбольный инструктор АФК и ФИФА. Работал на тренерских позициях в Узбекистане и Таджикистане, с октября 2024 года занимает должность главного тренера сборной Афганистана по футболу.

## Карьера

### В качестве игрока
Воспитанник ДЮСШ Бухара. Играл за молодёжную команду бухарского клуба «Ёшкуч». С 1985 года по 1987 год играл за клуб «Зарафшан». В 1987 году окончил Бухарский государственный университет по специальности спортивный педагог. В 1988 году выступал за ташкентский «Пахтакор». В 1989—1991 годах играл за бухарский «Нурафшон».
В 1992 году играл за российский «Атоммаш» из Волгодонска. В том же году также снова выступал за «Нурафшон». В 1992—1993 годах играл за венгерский клуб «Сольнок». В 1994—1998 годах являлся игроком клуба «Бухара». В 1998 году также играл за греческий клуб «Керацини». В 1999 году завершил свою игровую карьеру в «Бухаре».
В 1994 году сыграл два матча за национальную сборную Узбекистана против сборных Таджикистана и Кыргызстана.

### Карьера тренера
После завершения карьеры в качестве футболиста в 2000 году был назначен главным тренером клуба «Бухара», который возглавлял вплоть до 2008 года. В 2002 году параллельно являлся главным тренером сборной Бухарского область по футболу в национальных студенческих играх «Универсиада-2002», которые прошли в Бухаре и на которых сборная Бухарской области по футболу стала чемпионом.
В 2005 году получил тренерскую лицензию PRO. В 2006 году некоторое время работал в тренерском штабе национальной сборной Узбекистана под руководством российского тренера Валерия Непомнящего. В 2008 году временно являлся главным тренером каршинского клуба «Насаф». В 2009 году возглавлял гузарский «Шуртан».
В 2009—2011 годах являлся главным тренером ташкентского «Спартака». В 2011 году работал менеджером и спортивным директором в каршинском «Насафе», а с мая по ноябрь 2012 года возглавлял данный клуб. В 2013 году возглавлял бухарский «Спартак».
В 2014—2015 годах являлся главным тренером афганского клуба «Де Маиванд Аталан», который участвует в Афганской Премьер-лиге. В 2017 году возглавлял клуб «Андижан», который тогда участвовал в Первой лиге Узбекистана и по итогам сезона занял 3-е место в этой лиге.
В 2018 году некоторое время возглавлял юношескую сборную Узбекистана до 16 лет, с которой выиграл юношеский турнир ФАЦА. Во второй половине 2018 года возглавил афганский клуб «Туфан Херируд», с которым выиграл Афганскую Премьер-лигу 2018. В ноябре того же 2018 года был назначен главным тренером олимпийской (молодёжной) сборной Таджикистана, а спустя несколько дней параллельно назначен главным тренером национальной сборной Таджикистана.
В 2021 году работал генеральным директором и главным тренером футбольного клуба «Нурафшон». В конце 2021 года назначен начальника отдела сборных Ассоциации футбола Узбекистана и координатором программы развития национальной молодёжной, юношеской и основной сборной Узбекистана по футболу.
На Чемпионате мира по футболу среди юношей до 17 лет в «Indonesia 2023» Усман Тошев возглавил делегацию сборной Узбекистана по футболу U17. Он вошел в тренерский штаб в качестве тренера-консультанта.
До осени 2024 года работал руководителем отдела национальной сборной Ассоциации футбола Узбекистана. В октябре 2024 Усмон Тошев начал работу на посту главного тренера сборной Афганистана по футболу. На пресс-конференции в Кабуле сообщили, что контракт с узбекским специалистом подписан сроком на один год.

## Достижения

### В качестве игрока
«Бухара»:
- Серебряный призёр Чемпионата Узбекистана: 1994

### В качестве тренера
Сборная Бухарской области:
- Чемпион «Универсиады-2002»

Узбекистан (до 16 лет):
- 2018 — Победитель турнира юношеского ФАЦА

«Туфан Херируд»
- 2018 — Чемпион Афганской Премьер-лиги

### В качестве генерального менеджера
Насаф
- Обладатель Кубка АФК: 2011
- 2011 — Серебряный призёр чемпионата Узбекистана
- 2011 — Финалист Кубка Узбекистана